# Сарджент, Малколм
Сэр Ха́ролд Ма́лколм Уоттc Са́рджент (англ. Harold Malcolm Watts Sargent; 29 апреля 1895[…], Ашфорд, Кент — 3 октября 1967[…], Лондон) — британский дирижёр, органист и педагог.

## Биография
С 1911 года, по окончании Королевского колледжа органистов в Лондоне становится органистом Собора в Питерборо, а в 1914 году — органистом Собора в Мелтоне. В 1919—1921 брал частные уроки у Бенно Моисеивича (фортепиано). С начала 1920-х годов до конца жизни руководил любительскими хорами и оркестрами (многие из них организовал сам, в частности, оркестр в Лестере, который возглавлял в 1922—1939 годах, хором Королевского хорового общества и с 1928 года — Брадфордским хором, с 1932 года — Хаддерсфилдским и 1925—1938 годах — Британским женским симфоническим оркестрами, с 1957 года — Национальным молодёжным оркестром; возглавлял многие хоровые общества и союзы, клубы, детские коллективы (например, в 1924—1940 годах концерты Роберта Мейера и другие). С 1921 года дирижировал профессиональными симфоническими и оперными оркестрами: с 1928 года — коллективом Королевского филармонического общества. В 1927—1930 годах сотрудничал с «Русским балетом С. П. Дягилева». В 1929—1940 годах — музыкальный директор концертов «Курто-Сарджент». В 1936, 1954, 1956 годах руководил спектаклями Ковент-Гардена, В 1939—1943 годах — Халле-оркестром, В 1949 году — городским симфоническим оркестроми в Лидсе, в 1942—1948 годах — городским симфоническим оркестроми в Ливерпуле, в 1950 году — Лондонским филармоническим, в 1950—1957 годах — оркестром Би-Би-Си, одновременно, в 1948—1967 годах возглавлял Променад-концерты в Лондоне, много сделав для пропаганды классической музыки с помощью радиотрансляций этих концертов. На рубеже 1940-х—1950-х годов выступал на крупнейших английских музыкальных фестивалях. Гастролировал (дважды в СССР — в 1957, 1962 гг.). Сарджент оставил большое количество записей произведений разных стран и эпох, но в первую очередь известен как популяризатор современной английской музыки (Густав Холст, Уильям Уолтон, Ральф Воан-Уильямс, Чарльз Станфорд, Бенджамин Бриттен), сочинений советских композиторов (Шостаковича, Прокофьева, Хачатуряна), а также английской классики (Генри Пёрселла, Фредерика Дилиуса, Эдуарда Элгара) и творчества Яна Сибелиуса. Также дважды записал большую часть комических опер Гилберта и Салливана (постановками которых много раз руководил на протяжении всей творческой жизни) — в 1928—1932 годах с оркестром и солистами Оперной компании Д’Ойли-Карта, традиционно специализирующейся на этих операх, и в 1957—1963 годах с оркестром и хором Глайдборнского фестиваля. Кроме того, Сарджент записал оратории «Мессия» (четырежды) и «Израиль в Египте» Генделя, а также (первым из дирижёров) «Оперу нищих» Джона Гея и Джона Пепуша. Особый интерес у Сарджента вызывала аккомпаниаторская деятельность при исполнении концертов для солирующих инструментов с оркестром. С ним сотрудничали известные музыканты, такие как пианист Артур Шнабель (записал с Сарджентом все фортепианные концерты Бетховена), виолончелисты Григорий Пятигорский, Мстислав Ростропович и Жаклин Дю Пре (именно Сарджент дирижировал самой первой записью Дю Пре — концертом для виолончели с оркестром Дилиуса), скрипачи Яша Хейфец и Иегуди Менухин и многие другие. С 1923 года преподавал в Королевском музыкальном колледже. Среди его учеников Констант Ламберт, композитор.